# Короленко (теплоход)
«Короленко» — двухпалубный речной пассажирский теплоход проекта 646 (тип «Байкал»). Назван в честь русского писателя В.Г. Короленко.
Построен на верфи Warnowwerft Warnemünde в Варнемюнде (город Росток, ГДР) в 1954 году. Передан в Северо-Западное пароходство (Ленинград) и в 1955 году совершил первый рейс по маршруту Ленинград—Петрозаводск—Медвежьегорск. В 1978 году задействован на киносъёмках фильма «Молодая жена». 
В период с 1979 по 1990 год находился в составе флота  Волго-Донского пароходства (Ростов-на-Дону), где также обслуживал туристические маршруты, однако затем возвращён Северо-Западному пароходству. 
С 1991 года теплоход был передан Валаамскому монастырю для использования в паломнических рейсах; затем, сменив нескольких владельцев, с 1993 года эксплуатировался в качестве выборгской плавучей гостиницы в заливе Большой Ковш недалеко от гостиницы «Дружба». Плавучая гостиница с круглосуточно работавшим баром в 1990-е годы пользовалась большой популярностью у финских туристов.
В ходе проведённой реконструкции Финляндского железнодорожного моста, перекрывающего выход из залива, был утрачен разводной пролёт, в результате чего стало невозможно вывести теплоход для докования, необходимого для продления регистровых документов. Запертый в Большом Ковше «Короленко» более двадцати лет использовался как гостиница. 
В 2014 году прокуратурой в связи выявленными нарушениями было выдвинуто требование закрыть гостиницу, последним владельцем которой являлось ООО «Титаник». Окончательное решение о закрытии гостиницы было принято в июле 2017 года в связи с возбуждением уголовного дела по факту оказания услуг, не отвечающих требованиям безопасности жизни и здоровья потребителей. Через несколько дней оставленный ООО «Титаник» без охраны теплоход сгорел в ночь на 31 июля 2017 года, после празднования в акватории Большого Ковша дня Военно-морского флота. 
- Теплоход в 2011 году
- Теплоход и гостиница «Дружба» в 2014 году
- Теплоход и гостиница «Дружба» в 2015 году
- Остатки теплохода в 2017 году